# 喜多川千鶴
喜多川 千鶴（きたがわ ちづる、1930年8月12日 - 1997年3月4日）は日本の女優。本名は小林順子。大阪府大阪市出身。旧芸名は日高梅子。

## 経歴
1937年から1942年まで新興キネマ京都時代劇に姉２人と子役で出演。戦後1946年大映京都に入社する。市川右太衛門が名付け親となり喜多川千鶴に改名する。市川右太衛門と映画『槍おどり五十三次』で共演。他に阪東妻三郎、片岡千恵蔵、上原謙らと共演する。1953年フリーとなり嵐寛寿郎と『鞍馬天狗』に共演する。後に東映専属となり、1961年退社する。

## 家族・親族
2人の姉のうち次姉は映画監督の安田公義と結婚した。

## 出演作品

### 映画
- 槍おどり五十三次（1946年）
- 七つの顔（1946年）
- 闇を走る馬者（1947年）
- 天下の御意見番を意見する男（1947年）
- 田之助紅（1947年）
- 十三の眼（1947年）
- 宵祭八百八町（1947年）
- 東京の夜（1947年）
- 素浪人罷通る（1947年）
- 博多どんたく（1947年）
- 木曾の天狗（1948年）
- 春爛漫狸祭（1948年）
- 二十一の指紋（1948年）
- その夜の冒険（1948年）
- すいれん夫人とバラ娘（1948年）
- 黒雲街道（1948年）
- 月光城の盗賊（1948年）
- 三十三の足跡（1948年）
- 月よりの使者（1949年）
- 紅蓮菩薩（1949年）
- 不良少女（1949年）
- 魔の口紅（1949年）
- 花くらべ狸御殿（1949年）
- 母恋星（1949年）
- 白虎（1949年）
- 三つの真珠（1949年）
- 仮面舞踏会（1949年）
- 透明人間現わる（1949年）
- 待っていた象（1949年）
- 獄門島（1949年）
- 獄門島 解明篇（1949年）
- 弥次喜多猫化け道中（1949年）
- 彼と彼女と名探偵（1950年）
- かっぽれ音頭（1950年）
- 毒牙（1950年）
- 闇に光る眼（1950年）
- 新粧五人女（1950年）
- 旗本退屈男捕物控 七人の花嫁（1950年）
- 君が心の妻（1950年）
- 旗本退屈男捕物控 毒殺魔殿（1950年）
- 緋牡丹盗賊（1950年）
- 千石纏（1950年）
- 女賊と判官（1951年）
- 絢爛たる殺人（1951年）
- 祇園物語 春怨（1951年）
- 酔いどれ八萬騎（1951年）
- 月形半平太（1952年）
- 血闘鳥辺山 お染半九郎（1952年）
- 丹下左膳（1952年）
- 柳生の兄弟（1952年）
- 絵本猿飛佐助（1953年）
- 朝焼け富士 前篇（1953年）
- 朝焼け富士 後篇（1953年）
- 地雷火組（1953年）
- 次郎長一家罷り通る（1953年）
- 若さま侍捕物帖 江戸姿一番手柄（1953年）
- 荒川の佐吉 遊侠夫婦笠（1953年）
- 快傑黒頭巾（1953年）
- 謎の黄金島　第一部　魔の蜜書（1954年）
- 謎の黄金島　第二部　魔の刃影（1954年）
- 謎の黄金島　第三部　魔の海神（1954年）
- 雪之丞変化　第一部　復讐の恋（1954年）
- 雪之丞変化　第二部　復讐の舞（1954年）
- 水戸黄門漫遊記 副将軍初上り（1954年）
- 悪魔が来りて笛を吹く（1954年）
- 野ざらし姫 追撃の三十騎（1954年）
- 唄ごよみいろは若衆（1954年）
- 犬神家の謎 悪魔は踊る（1954年）
- 蛇姫様　第一部　千太郎あで姿（1954年）
- お坊主天狗 前篇（1954年）
- 蛇姫様　第二部　緋牡丹地獄（1954年）
- 新選組鬼隊長（1954年）
- 残月一騎討ち（1954年）
- 水戸黄門漫遊記 闘犬崎の逆襲（1954年）
- 旗本退屈男 謎の怪人屋敷（1954年）
- 多羅尾伴内シリーズ 隼の魔王（1955年）
- 春秋あばれ獅子（1955年）
- 血槍富士（1955年）
- 彦佐と太助 殴り込み吉田御殿（1955年）
- 風雲将棋谷（1955年）
- 御存じ快傑黒頭巾 マグナの瞳（1955年）
- 阿修羅四天王（1955年）
- 闇太郎変化（1955年）
- 御存じ快傑黒頭巾 新選組追撃（1955年）
- 旗本退屈男 謎の伏魔殿（1955年）
- 牢獄の花嫁（1955年）
- 幻術影法師（1955年）
- 幻術影法師 快剣士梵天丸（1955年）
- 獅子丸一平（1955年）
- 続獅子丸一平（1955年）
- 御存じ快傑黒頭巾 危機一発（1955年）
- 赤穂浪士　天の巻　地の巻（1956年）
- 水戸黄門漫遊記 怪力類人猿（1956年）
- 悲恋 おかる勘平（1956年）
- 異国物語 ヒマラヤの魔王（1956年）
- 異国物語 ヒマラヤの魔王 双竜篇（1956年）
- 江戸三国志 完結迅雷篇（1956年）
- 無法街（1956年）
- 隠密秘帖 まぼろし城（1956年）
- 水戸黄門漫遊記 鳴門の妖鬼（1956年）
- 危し!獅子丸一平（1956年）
- 獅子丸一平 完結篇（1956年）
- 鞍馬天狗 第一話 白馬の密使（1956年）
- 朱鞘罷り通る（1956年）
- 神変美女桜（1956年）
- 旗本退屈男 謎の紅蓮塔（1957年）
- 雪姫七変化（1957年）
- 雪姫七変化 完結篇（1957年）
- 竜虎捕物陣一番手柄 百万両秘面（1957年）
- 赤穂義士（1957年）
- 母つばめ（1958年）
- 丹下左膳（1958年）
- 伊那の勘太郎（1958年）
- 血汐笛（1958年）
- 忠臣蔵 桜花の巻 菊花の巻（1959年）
- 無法街の野郎ども（1959年）
- たつまき奉行（1959年）
- お役者文七捕物暦 蜘蛛の巣屋敷（1959年）
- 大菩薩峠 完結篇（1959年）
- 地獄の底までつき合うぜ（1959年）
- 江戸っ子判官とふり袖小僧（1959年）
- 大岡政談 千島の印篭（1959年）
- ひばり捕物帖 ふり袖小判（1959年）
- 南国太平記 薩摩の狼火（1960年）
- 多羅尾伴内 七つの顔の男だぜ（1960年）
- 草間の半次郎 霧の中の渡り鳥（1960年）
- 旅の長脇差 花笠椿（1960年）
- 維新の篝火（1961年）
- 若君と次男坊（1961年）
- 反逆児（1961年）
- 徳川女系図（1968年）
- ちゃんばらグラフィティー 斬る!（1981年）

### テレビドラマ
- 新選組始末記（1962年、TBS）- お孝
- 女系家族（1963年、MBS）- 矢島千寿
- 雪燃え（1964年、THK）
- 水戸黄門（TBS）
  - ブラザー劇場版（1964年）第52話「あばれ馬子唄」
- ライオン奥様劇場（CX）
  - 続芸者っ子・下町育ち（1965年）
  - 女の波紋（1966年）
  - 愛よふたたび（1967年）- 泰子
  - 大奥の女たち（1971年）- 小菊
  - 続大奥の女たち（1972年）- 局　雲井
- 青雲五人の男（1966年、NTV）
- 絵島生島（1971年、東京12ch） - 天龍院
- 東芝日曜劇場「夏に向って」（1982年、TBS）

## 註
1. ↑  喜多川千鶴「豆自敍傳」『大映ファン』9月号、大映ファン社、1949年、8頁